# لاميناريا برازيلية
لاميناريا برازيلية (الاسم العلمي: Laminaria brasiliensis) هو نوع من الطلائعيات يتبع جنس اللاميناريا من فصيلة اللامينارية.